# 展毛大渡乌头
展毛大渡乌头（学名：Aconitum franchetii var. villosulum）为毛茛科乌头属下的一个变种。

## 扩展阅读
- 維基物種上的相關：展毛大渡乌头